# 马翰默德·阿卜杜勒-劳夫
马翰默德·阿卜杜勒-劳夫（英語：Mahmoud Abdul-Rauf，1969年3月9日—），原名克里斯·韦恩·杰克逊（Chris Wayne Jackson），美国NBA联盟职业篮球运动员，妥瑞症患者。在LSU大二結束後投入NBA選秀，在1990年的NBA选秀中第1轮第3顺位被丹佛掘金选中。92-93賽季當選最佳進步球員。95-96賽季間其因在赛前演奏美国国歌时拒绝起立引发争议。96-97賽季則被球隊交易到國王隊。